# Santeswori
Santeswori (nepalski: शान्तेश्वरी) – gaun wikas samiti w środkowej części Nepalu  w strefie Dźanakpur w dystrykcie Sindhuli. Według nepalskiego spisu powszechnego z 2001 roku liczył on 428 gospodarstw domowych i 2902 mieszkańców (1417 kobiet i 1485 mężczyzn).